# Zanarocze (gmina)
Zanarocze – dawna gmina wiejska istniejąca do 1927 roku na obszarze Ziemi Wileńskiej/woj. wileńskiego (obecnie na Białorusi). Siedzibą gminy było Zanarocze.
Początkowo gmina należała do powiatu święciańskiego w guberni wileńskiej. 7 czerwca 1919 weszła w skład utworzonego pod Zarządem Cywilnym Ziem Wschodnich okręgu wileńskiego, przejętego 9 września 1920 przez Tymczasowy Zarząd Terenów Przyfrontowych i Etapowych. W związku z powstaniem Litwy Środkowej 9 października 1920 gmina wraz z główną częścią powiatu święciańskiego znalazła się w jej strukturach. 13 kwietnia 1922 roku gmina weszła w skład objętej władzą polską Ziemi Wileńskiej, przekształconej 20 stycznia 1926 roku w województwo wileńskie.
1 stycznia 1926 roku gmina weszła w skład nowo utworzonego powiatu postawskiego w tymże województwie. Gminę zniesiono z dniem 1 kwietnia 1927 roku, a jej obszar włączono do gminy Kobylnik.